# Troublemaker (Olly Murs)
Troublemaker is een nummer van de Engelse zanger Olly Murs. Het is de eerste single van zijn derde studioalbum Right Place Right Time. Het nummer werd op 12 oktober 2012 uitgebracht door Epic Records. In de Nederlandse Single Top 100 deed het nummer het niet zo goed, het bereikte slechts de 66e positie. In de Vlaamse Ultratop 50 bereikte het nummer de 25e positie.

## Hitnoteringen

### NederlandseSingle Top 100
| Positie: | 98 | 77 | 66 | 67 | 82 | 84 | 88 | uit |

### VlaamseUltratop 50
| Positie: | 34 | 20 | 28 | 25 | 28 | 30 | 34 | 38 | 40 | 44 | 47 | 50 | uit |